# 外池良重
外池 良重（とのいけ よししけ、生没年不詳）は、安土桃山時代から江戸時代前期にかけての武士。通称は孫左衛門。官途名は信濃守。
武田信玄の家臣である小池左近実利の子とされ、武田家滅亡後に蒲生家に仕えたと伝えられている。一方で、『氏郷記』には蒲生家譜代と記されており、天正15年（1587年）9月に蒲生氏郷とその家臣団が近江日野にある馬見岡綿向神社に対する勧進に応じた際の奉加帳に名前を連ねた人々の中で、名字別では外池が最多の7名を占めていることからも、外池家が蒲生家譜代の有力な家であることを示している。
本能寺の変直後の日野城籠城では既に蒲生軍に加わっている。
蒲生氏郷が小牧・長久手の戦いに際して伊勢国に攻め込んだ際に戦功を挙げ、氏郷が会津に封じられた後も葛西大崎一揆や九戸政実の乱で戦功を挙げたために8千石が与えられた。
関ヶ原の戦い後に蒲生秀行が会津に再封された際には7千5百石を与えられて四本松城に置かれ、後に1万2千石まで加増された。
蒲生家中において蒲生郷安・郷喜父子と岡重政が権力争いを繰り広げた際に岡派に与したが、慶長18年（1613年）に岡重政が処刑されると出奔した。
しかし、元和2年（1616年）に蒲生郷喜が町野幸和との権力争いに敗れて出奔すると、呼び戻されて蒲生忠郷に仕えた。
元和6年（1622年）に町野幸和が仕置奉行を辞任すると、後任の奉行に任じられて玉井貞右や福西宗長と共に政務を行った。寛永3年（1626年）、本山安政の死去を受けて二本松城を与えられた。
蒲生忠知が伊予松山藩に移封されると、3,500石を与えられたが、寛永9年（1632年）には既に後継者とみられる外池備中守が良重の所領を継いでいることから、同年以前に死去した可能性が高い。